# Bradysia longicubitalis
Bradysia longicubitalis är en tvåvingeart som först beskrevs av Franz Lengersdorf 1924.  Bradysia longicubitalis ingår i släktet Bradysia och familjen sorgmyggor. Arten är reproducerande i Sverige. Inga underarter finns listade i Catalogue of Life.